# Acacia sandra
Acacia sandra é uma espécie de leguminosa do gênero Acacia, pertencente à família Fabaceae.